# شبیه‌ساز کوانتومی

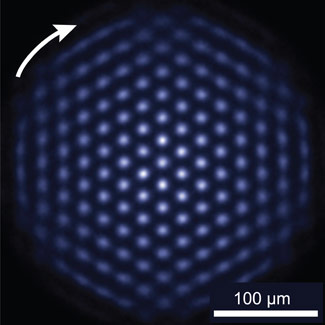
نمونه یک شبیه‌سازی کوانتومی

شبیه‌سازهای کوانتومی (به انگلیسی: Quantum simulators)اجازه مطالعه و بررسی سیستم‌های کوانتومی را به شیوه قابل برنامه‌ریزی میسر می‌کند. در این حالت، شبیه‌سازها، دستگاه‌هایی خاص منظوره هستند که طراحی شدند تا برای ما بینشی دربارهٔ مشکلات ویژه فیزیک فراهم کنند.شبیه‌سازهای کوانتومی ممکن است با کامپیوترهای کوانتوم «دیجیتال»، که قادر به حل یک کلاس گسترده‌تر از مشکلات کوانتوم هستند، در مقایسه باشند.
یک شبیه‌ساز کوانتومی جهانی یک کوانتوم کامپیوتر است که توسط یوری مانین در سال 1980 و ریچارد فاینمن در سال ۱۹۸۲ پیشنهاد شد.
یک سیستم کوانتومی متشکل از بسیاری از ذرات می‌تواند بوسیله یک کامپیوتر کوانتومی با استفاده از تعدادی بیت کوانتومی شبیه به تعداد ذرات در سیستم اصلی، شبیه‌سازی شود.این به کلاس‌های بسیار بزرگتر سیستم‌های کوانتومی گسترش یافته است.
شبیه‌سازهای کوانتومی بر روی بسیاری از پلتفرم‌های آزمایشی از جمله سیستم‌های گازهای کوانتومی سرد (به انگلیسی:ultracold quantum gases)، مولکول‌های قطبی، یون‌های حبس شده، سیستم‌های فوتونیک، نقاط کوانتومی و مدارهای ابررسانا تحقق یافته‌اند.

## حل مسائل فیزیک
بسیاری از مسائل مهم در فیزیک بویژه فیزیک دمای پایین و فیزیک چند پیکره، هنوز به خوبی درک نشدند به دلیل اینکه مکانیک کوانتومی پایه ان بسیار پیچیده است. کامپیوترهای سنتی، از جمله سوپرکامپیوترها، برای شبیه‌سازی سیستم‌های کوانتومی حتی با تعداد کم ۳۰ ذره هم کافی نیستند چرا که بعد فضای هیلبرت به صورت نمایی با تعداد ذرات رشد می‌کند. ابزارهای محاسباتی بهتری نیاز داریم تا موادی که خواص آنها با رفتارکوانتومی گروه‌های بسیار زیاد ذرات وابسته است، را درک کنیم و بصورت معقولانه طراحی کنیم.شبیه‌سازهای کوانتومی یک مسیر جایگزین برای فهمیدن و درک خواص این سیستم‌ها، فراهم می‌کند. این شبیه‌سازها فهم درستی از سیستم‌های خاصی که به ان علاقه‌مند هستیم ایجاد می‌کند که این امر به درک دقیق خصوصیات آنها اجاز می‌دهد.کنترل دقیق روی پارامترهای سیستم و قابلیت تنظیم پذیری گسترده آنها، اجازه می‌دهد تا تأثیر پارامترهای مختلف به خوبی از هم جدا شوند.
شبیه‌سازهای کوانتومی می‌توانند مسائلی را که بر روی کامپیوترهای کلاسیک، شبیه‌سازی آنها دشوار است، حل کنند زیرا آنها بصورت مستقیم از خصوصیات کوانتومی ذرات واقعی استفاده می‌کنند. به خصوص، آنها از ویژگی‌های مکانیک کوانتومی به نام برهم نهی استفاده می‌کنند که در ان یک ذره کوانتومی ایجاد می‌شود تا بصورت همزمان در دو حالت مختلف باشد، به عنوان مثال، همسو و ناهمسو با یک میدان مغناطیسی خارجی. مهم‌تر از ان، شبیه‌سازها از ویژگی دوم کوانتوم به نام درهم تنیدگی هم استفاده می‌کنند، که به رفتار ذرات، حتی آنها که بصورت فیزیکی از هم دور هستند، با هم همبستگی داشته باشند.
اخیراً شبیه‌سازهای کوانتومی برای بدست آوردن کریستال زمان و مایع اسپین کوانتومی استفاده شده است.

## شبیه‌سازهای یون‌های حبس شده
سیستم مبتنی بر تله یونی یک محیط ایده‌آل برای شبیه‌سازی فعل و انفعالات در مدل‌های کوانتومی اسپین می‌سازد.یک شبیه‌ساز یون محبوس، ساخته شده توسط یک تیم شامل NIST می‌تواند فعل و انفعالات میان صدها بیت کوانتومی (کیو بیت) را مهندسی و کنترل کند.تلاش‌های قبلی نتوانستند فراتر از ۳۰ کیوبیت بروند. قابلیت این شبیه‌ساز ۱۰ برابر بیشتر از دستگاه‌های قبلی است. این شبیه‌ساز از مجموعه ای از تست‌های معیار مهم گذر کرده است که نشان می‌دهد توانایی حل مسائل در علم مواد که مدل‌سازی آنها بر روی کامپیوترهای سنتی غیرممکن است، دارد.
شبیه‌ساز یون محبوس متشکل از یک بلور کوچک، تک پایه از صدها یون بریلیوم، با قطر کمتر از یک میلیمتر است که در یک دستگاه به نام دام پنینگ معلق است. بیرونی‌ترین الکترون هر یون مانند یک آهنربای کوانتومی کوچک عمل می‌کند و به عنوان یک کیوبیت، معادل کوانتومی "۱"و"۰" در یک کامپیوتر سنتی، استفاده می‌شود. در آزمایش معیار، فیزیکدانان از اشعه‌های لیزر برای پایین آورده دمای آنها تا صفر مطلق استفاده کردند. پالس‌های دقیق مایکروویو و لیزر با تقلید از رفتارهای کوانتومی مواد باعث تعامل کیوبیت‌ها می‌شود، که در غیر اینصورت مطالعه آنها در آزمایشگاه بسیار دشوار است. هرچند شاید دو سیستم از لحاظ ظاهری متفاوت باشند، رفتار آنها طوری مهندسی شده که از لحاظ ریاضیاتی کاملاً شبیه باشند. به این ترتیب شبیه‌سازها به محققان اجازه می‌دهد تا پارامترهایی که در جامدات طبیعی نمی‌توان تغییر داد، مانند فاصله شبکه اتم و هندسه، را تغییر دهند.
فریدنائور و همکاران، بصورت آدیاباتیک دو اسپین را دستکاری کردند، و جداسازی آنها به دوحالت فرومغناطیسی و ضد فرومغناطیسی نشان دادند. کیم و همکاران، شبیه‌ساز کوانتومی یون‌های حبس شده تا ۳ اسپین گسترش دادند. با تعملات آیزینگ فرومغناطیسی جهانی که شامل ناامیدی و نشان دادن ارتباط بین ناامیدی و درهم تنیدگیو اسلام وهمکاران، از شبیه‌سازی کوانتومی آداباتیک برای نشان دادن تیز شدن یک گذار فازی بین پارامغناطیسی و فرومغناطیسی استفاده کرده که باعث افزایش تعداد اسپین از ۲ تا ۹ شد.باریر و همکاران، یک شبیه‌ساز کوانتومی دیجیتال از اسپین‌های تعاملی با حداکثر ۵ یون حبس شده بوسیله جفت شدن با یک مخزن باز، ایجاد کردند و لانیون و همکاران، شبیه‌ساز کوانتومی دیجیتال با حداکثر ۶ یون نشان دادند.اسلام و همکاران، شبیه‌ساز کوانتومی آدیاباتیک از مدل آیزینگ عرضی با تعاملات محدوده مختلف با حداکثر ۱۸ اسپین محبوس را تشریح دادند و کنترل سطح ناامیدی اسپین را بوسیله تنظیم محدوده تعاملات ضد فرومغناطیسی نشان دادند و بریتون و همکاران از NIST، تعاملات آیزینگ در یک سیستم متشکل از صدها کیوبیت برای مطالعات مغناطیس کوانتومی، بصورت تجربی محک زده شده است. پاگانو و همکاران، یک سیستم نگهداری یون‌های کریوژنیک (به انگلیسی: cryogenic ion) جدید را گزارش دادند که برای ذخیره‌سازی طولانی مدت زنجیره‌های بزرگ یونی، نشان دادن عملیات هماهنگ یک و دو کیوبیتی را برای زنجیره‌های تا ۴۴ یون طراحی شده است.جوشی و همکاران، دینامیک کوانتومی ۵۱ یون کنترل شده بصورت جداگانه را بررسی کردند و زنجیره اسپین با تعاملات بلند مدت را تحقق بخشیدند.

## شبیه‌سازهای اتم فوق سرد
بسیاری از آزمایش‌های اتم فوق سرد نمونه‌هایی از شبیه‌سازهای کوانتومی هستند. این شامل آزمایش‌های مطالعه بوزون‌ها (به انگلیسی:bosons) یا فرمیون‌ها (به انگلیسی:fermions) در شبکه‌های نوری (به انگلیسی: optical lattices)، گاز فرمی واحد (به انگلیسی :unitary Fermi gas)، آرایه‌های اتم رایدبرگ (به انگلیسی :Rydberg atom) در انبرک نوری (به انگلیسی :optical tweezers). یک موضوع مشترک برای این آزمایش‌ها، توانایی فهم هامیلتونین (به انگلیسی :Hamiltonians)های عمومی مانند هامیلتونین هابارد (به انگلیسی: Hubbard) یا آیزینگ میدان عرضی (به انگلیسی: transverse-field Ising) است. اهداف اصلی ای آزمایش‌ها شامل شناسایی فازهای دمای پایین یا پیگیری دینامیک خارج از تعادل برای مدل‌های مختلف است، مسائلی که از نظر تئوری و عددی غیرقابل حل هستند.آزمایش‌های دیگر مدل‌های ماده چگال در مناطقی که با مواد سنتی دشوار یا غیرقابل درک هستند، مانند مدل هالدین (به انگلیسی: Haldane) و مدل هارپر-هافستادتر (به انگلیسی :Harper-Hofstadter) را قابل فهم کرده است.

## کیوبیت‌های ابر رسانا
شبیه‌سازهای کوانتومی با استفاده از کیوبیت‌های ابررسانا به دو دسته اصلی تقسیم می‌شوند. اول، که به ان تبرید کوانتومی (به انگلیسی:Quantum annealing) گفته می‌شود، وضعیت‌های پایه هامیلتونی خاص بعد از یک رامپ آدیاباتیک (به انگلیسی:adiabatic ramp) تعیین می‌کند. این روش گاهی محاسبات کوانتومی آدیاباتیک (به انگلیسی :adiabatic quantum computing) نامیده می‌شود. دوم، بسیاری از سیستم‌ها هامیلتونینی‌های خاص را شبیه‌سازی کرده و خصوصیات پایه ای ،گذر فاز کوانتومی (به انگلیسی:quantum phase transitions) یا دینامیک زمان آنها را مطالعه می‌کنند.چندین نتیجه مهم اخیر شامل تحقق Mott insulator در یک driven-dissipative Bose-Hubbard system و مطالعات انتقال فازها در شبکه‌های تشدید کننده ابرسانا که با کیوبیت‌ها جفت شده‌اند.